# John Wraw
John Michael Wraw, B.A., né le 4 février 1959 et mort le 25 juillet 2017, fait partie du clergé de l'Église d'Angleterre dont il est archidiacre du comté de Wiltshire.
Le 26 juillet 2011 il est désigné comme futur évêque de Bradwell-on-Sea (Essex) pour succéder à Laurie Green.

## Biographie

### Études
John Wraw a fait des études de droit au Lincoln College de l'université d'Oxford et s'est ensuite préparé au ministère anglican au Fitzwilliam College de l'université de Cambridge et au collège de théologie Ridley Hall également à Cambridge.

### Ministère sacerdotal
Pour sa première charge pastorale il est nommé vicaire à Bromyard (Herefordshire). Ensuite il va dans le Yorkshire du Sud où il fait partie de l'équipe des prêtres de Sheffield Manor de 1988 à 1992, puis il est curé de Saint–James Church à Clifton de 1992 à 2001, et responsable de la paroisse de Wickersley de 2001 à 2004. Pendant qu'il est à Wickersley, il est responsable du Diocesan Faith et du Justice Committee, il est également doyen de Rotherham de 1998 à 2004 et chanoine honoraire de la cathédrale Saint-Pierre-et-Saint-Paul de Sheffield de 2001 à 2004. En 2004 il devient archidiacre du Wiltshire et est actuellement responsable du Wiltshire Local Strategic Partnership.

### Ministère épiscopal
Il est nommé évêque suffragant de Bradwell par la reine Élisabeth II le 26 juillet 2011 pour succéder à Laurie Green qui prend sa retraite le 28 février 2011. Son ordination a lieu le 25 janvier 2012.

### Vie privée
Son épouse se prénomme Gillian et ils ont quatre enfants. Il aime — entre autres — le théâtre et la marche et s'intéresse à la voile depuis qu'il a été équipier dans la Clipper Round the World Yacht Race de 2009–2010.